# Transport (televisieserie uit 1983)
Transport was een Nederlands-Vlaamse dramaserie uit 1983, uitgezonden door de VARA en de BRT, over twee Nederlandse en twee Belgische vrachtwagenchauffeurs. De Nederlandse regisseur Eimert Kruidhof nam vijf afleveringen voor zijn rekening, de Belgische regisseur Peter Simons regisseerde er vier.

## Verhaal
De Nederlandse chauffeur Henk heeft pas zijn rijbewijs maar is ambitieus en wil een eigen bedrijf. Hij heeft een relatie met serveerster Marion, de relatie loopt vast wanneer Henks vrachtwagen gestolen wordt. Rob is een Italië-rijder die ontdekt dat zijn zoon drugs gebruikt. Jan is gestopt met rijden, maar wanneer hij weer wil beginnen gaat zijn vrouw ervandoor met hun dochter. Gusta, een vriendin van zijn vrouw, is getrouwd met chauffeur Marcel die Jan meeneemt op zijn trips. Marcel werkt bij het Belgisch transportbedrijf Maes, dat geleid wordt door Bertha. Haar zoon Leo gebruikt zijn vrachtwagen om drugs te smokkelen.

## Afleveringen
| Transport | Transport         | Transport        |
| Nr.       | Titel             | Uitzenddatum     |
| --------- | ----------------- | ---------------- |
| 01        | De beginner       | 4 oktober 1983   |
| 02        | Het breekpunt     | 11 oktober 1983  |
| 03        | De Italiaanse les | 18 oktober 1983  |
| 04        | Chauffeur te veel | 25 oktober 1983  |
| 05        | Het misverstand   | 1 november 1983  |
| 06        | De afspraak       | 8 november 1983  |
| 07        | Schaakmat         | 15 november 1983 |
| 08        | Hart voor de zaak | 22 november 1983 |
| 09        | Eigen baas        | 29 november 1983 |

## Rolverdeling
- Marcel - Walter Cornelis
- Michel - Pieter Groenier
- Henk - Thom Hoffman
- Anja - Teuntje de Klerk
- Marion - Sylvia Millecam
- Rob - Niek Pancras
- Jan - Hans Royaards
- Joop - Peter Tuinman
- Sonja - Gilda De Bal
- Sarah - Sarah Moeremans
- Gusta - Ann Petersen
- Bertha Maes - Dora van der Groen
- Helga Maes - Machteld Ramoudt
- Leo Maes - Ludo Busschots
- Els - Karin Meerman
- Moniek - Brit Alen
- Marsman - Luk van Mello